# Массачусетський технологічний інститут
Массачу́сетський технологі́чний інститу́т (МТІ) (англ. Massachusetts Institute of Technology (MIT)) — один із найкращих у США, та загалом у світі, технічний університет. Заснований Вільямом Бартоном Роджерсом у 1861 році, приватний (у формі акціонерного товариства) університет у місті Кембридж штату Массачусетс, (США). Головним своїм завданням вважає навчання та дослідження практичного застосування науки та технологій. У 2012—2023 роках у світовому рейтингу університетів QS World University Rankings Массачусетський технологічний інститут стабільно займав І місце у світі.
МТІ складається з п'яти шкіл і одного коледжу, має в собі також 34 академічні департаменти та 53 міждисциплінарні лабораторії, центри та програми. Загалом відіграв ключову роль у розвитку комп'ютерів, систем інерціальної навігації та медичної техніки.
У рамках відповідного проєкту інститут публікує свої курси у відкритому доступі. Це стало прикладом для наслідування і для інших навчальних закладів.

## Факультети
- Архітектури
- Астрономії
- Аеронавтики
- Біології
- Гуманітарних наук
- Охорони здоров'я
- Інженерної справи
- Інформаційних технологій
- Математики
- Менеджменту
- Фізики
- Хімії

## Досягнення
81 науковців, які вчились або працювали у Массачусетському технологічному інституті стали Нобелівськими лауреатами.
- Лоуренс Клейн

## Відомі викладачі

### Нобелівські лауреати
- Пітер Артур Даймонд
- Роберт Горвіц
- Вольфганг Кеттерле
- Річард Шрок
- Філліп Шарп
- Семюел Тінг
- Тонеґава Сусуму
- Френк Вільчек
- Роберт Мертон Кархарт
- Джером Фрідман
- Маріо Моліна
- Роберт Солоу
- Генрі Кендалл
- Гар Гобінд Корана
- Сальвадор Лурія
- Франко Модільяні
- Пол Самуельсон
- Кліффорд Шалл
- Девід Балтімор
- Роберт Фрай Енґл
- Деніел Макфадден
- Джон Форбс Неш
- Майрон Шоулз
- Баррі Шарплесс
- Чарлз Хард Таунс
- Стівен Вайнберг
- Томас Роберт Чек
- Агарон Чехановер
- Горст Штермер
- Едвард Томас
- Денієл Цуї
- Джефрі Вілкінсон

### Інші
- Тім Бернерс-Лі
- Річард Столмен
- Мілдред Дресселгауз
- Венівар Буш
- Чарльз Старк Дрейпер
- Едвін Г. Ленд
- Бруно Россі
- Клод Шеннон
- Віктор Фредерік Вайскопф
- Норберт Вінер
- Стівен Артур Пінкер
- Джордж Міллер
- Амар Бозе[en]
- Яків Пітер Ден Хартог[en]
- Алан Гут
- Ерік Гіппель[en]
- Дж. К. Р. Ліклайдер
- Алан Лайтман[en]
- Джон Маеда
- Елен Своллоу Річардс
- Едгар Шейн[en]
- Джордж Шульц
- Пітер Сенге[en]
- Ноам Чомскі
- Джеймс Елліот
- Джей Форрестер
- Едвард Лоренц
- Марвін Мінський
- Ніколас Негропонте
- Сеймур Пейперт
- Рональд Рівест
- Роберт Райнс

## Відомі розробки
Команда з 30 інженерів МІТ — одна із багатьох, хто працює над новою технологією перевезення вантажів і людей на швидкості звуку.
Капсула використовує магніти, щоб рухатися по алюмінієвому треку, мінімізуючи тертя з ним. Проблемою технології є повороти — навіть найменші.
Вперше капсулу, для високошвидкісної транспортної системи Hyperloop, представили у Бостоні в травні 2016 року.